# Cataulacus ebrardi
Cataulacus ebrardi é uma espécie de formiga do gênero Cataulacus, pertencente à subfamília Myrmicinae.